# Светослав Тодоров (политик)
Светослав Тодоров Тодоров е български политик от партия „Възраждане“. Народен представител в XLIX народно събрание.

## Биография
Светослав Тодоров е роден на 8 октомври 1994 г. Като дете се е състезавал както за училищните, така и за професионални отбори по волейбол. Записва специалност „Противодействие на престъпността и опазване на обществения ред“ в Юридическия факултет на Варненския свободен университет.

## Политическа дейност
На парламентарните избори през 2023 г. е кандидат за народен представител от листата на партия „Възраждане“, 3-ти в 3 МИР Варна. Избран е за народен представител от същия многомандателен избирателен район.